# 金森頼錦
金森 頼錦（かなもり よりかね）は、江戸時代の美濃郡上藩の第2代藩主。金森可寛の長男。

## 生涯
父の可寛は初代美濃郡上藩主金森頼旹の嫡子であったが、享保13年（1728年）に37歳で死去したため、頼錦は享保14年（1729年）に跡継ぎとなり、将軍徳川吉宗に拝謁、従五位下若狭守に叙任した。享保21年（1736年）の祖父の死去により家督を継ぎ、兵部少輔に改めた。延享4年（1747年）奏者番に任じられ、藩政では目安箱を設置したり、天文学に興味を持ち天守に天文台を建設するなどの施策を行った。金森氏の当主らしく文芸に優れ、また、先人の事跡をまとめた『白雲集』を編纂するなど、文化人としても優れていた。
頼錦の任じられた奏者番は幕閣の出世コースの始まりであった。しかし同時に出費の多い職であり、ここから先の出世を目指すためにはさらに相応の出費が必要であった。また藩邸の立て直しにも相応の費用がかかった。
頼錦は藩の収入増加を図るため、宝暦4年（1754年）、年貢の税法を検見法に改めようとした。これに反対する百姓によって一揆（郡上一揆）が勃発した。これに苛烈な処断で対するが、さらに神社の主導権をめぐっての石徹白騒動まで起こって藩内は大混乱となった。
宝暦8年（1758年）12月25日、幕命によって改易処分となり、頼錦は陸奥盛岡藩の南部利雄に預けられた。
宝暦13年（1763年）6月6日死去、享年51。

## 子女
嫡男出雲守頼元をはじめ男子5人は士籍を剥奪され、頼元、三男伊織頼方は改易、五男熊蔵（錦豊・かねとよ）、六男武九郎（頼興）、七男満吉は15歳まで縁者に預けられた。次男正辰は宝暦3年（1753年）に常陸下妻藩井上家に養子に入っており、四男可端も金森可郷の養子となっていたためそれぞれお咎め無しとされた。頼方は明和3年(1766年)に罷免、頼豊は先立つ宝暦12年(1762年)に江戸芝神明別当金剛院観空の願いにより罷免され、後に弟子になった。六男の頼興は明和3年（1766年）に赦免され、天明8年（1788年）に1,500俵で金森本家の名跡を継ぎ、子孫は旗本として存続した。満吉は頼錦の没後に赦されている。また嫡男頼元には娘が1人いたが、頼興の嫡男可儔（ありとも）の養女となり、末期養子の可続（金森可始次男）の妻となった。
頼錦の娘について、長女は間部詮央と婚約するが破談となった。のち旗本の金森左京家の金森可英の養女となり、井上正相の妻となっている。次女は森川俊孝と婚約するがこれも破談となり、小出有相の養女となった（『寛政重修諸家譜』）。
頼錦は没すると配流先の盛岡の法泉寺に葬られたが、頼興による金森家再興の翌寛政元年（1789年）、遺体を引き取り火葬の上、京の大徳寺の金森家歴代の墓所に改葬した。
なお、金森可重の五男の重勝を祖とする分家の金森左京家は本家改易後も3,000石の石高を維持し、本家改易後は越前国南条郡白崎に領地を移され、以降も交代寄合の旗本として存続した。